# إيمانويل أودوويا
إيمانويل أودوويا (بالإنجليزية: Emmanuel Okoduwa)‏ (21 نوفمبر 1983 بلاغوس في نيجيريا - ) هو لاعب كرة قدم نيجيري في مركز الهجوم. شارك مع منتخب نيجيريا لكرة القدم. أما مع النوادي، فقد لعب مع أرسنال كييف وبيرسخوت إيه سي ودينامو كييف وميتالورغ دونيتسك ونادي أيك لارنكا ونادي شاختار دونيتسك ونادي فورسكلا بولتافا ونادي كوبان كراسنودار والنادي المركزي للجيش كييف وFC Dynamo-2 Kyiv ‏ وFirst Bank F.C. ‏ وإينوسيس نيون باراليمني ‏.

## وصلات خارجية
- إيمانويل أودوويا على موقع الاتحاد الدولي (مؤرشف)  (الإنجليزية)
- إيمانويل أودوويا على موقع اتحاد أوكرانيا (الإنجليزية)
- إيمانويل أودوويا على موقع قاعدة بيانات كرة القدم.إي يو (الإنجليزية)
- إيمانويل أودوويا على موقع ناشيونال فوتبول تيمز (الإنجليزية)
- إيمانويل أودوويا على موقع Soccerway.com (الإنجليزية)
- إيمانويل أودوويا على موقع عالم كرة القدم.نت (الإنجليزية)